# Трилогія «Три смаки “Cornetto”»
Трилогія «Три смаки „Cornetto“» (англ. Three Flavours Cornetto Trilogy), також відома як Трилогія «Cornetto» (англ. Cornetto Trilogy), Трилогія «Кров і морозиво» (англ. Blood and Ice Cream Trilogy)  — серія кінофільмів, створена Едгаром Райтом і Саймоном Пеггом, з Саймоном Пеггом і Ніком Фростом в головних ролях. Перший фільм — «Зомбі на ім'я Шон» (2004), другий фільм — «Круті фараони» (2007), третій фільм — «Кінець світу» (2013).

Кожен фільм трилогії пов'язаний з певним смаком і, відповідно, кольором морозива «Cornetto». Використання трьох кольорів «Cornetto» — це посилання до трилогії Кшиштофа Кесльовського про три кольори французького прапора. В перших двох фільмах є сцена в якій купують морозиво «Cornetto» для персонажа Ніка Фроста, в третьому і останньому фільмі трилогії з'являється тільки етикетка. 

## Фільми
| Рік  | Українська назва  | Оригінальна назва | Режисер    | Сценарист(и)             | Продюсер(и)                          | Морозиво «Cornetto» | Морозиво «Cornetto» |
| Рік  | Українська назва  | Оригінальна назва | Режисер    | Сценарист(и)             | Продюсер(и)                          | Смак                | Колір               |
| ---- | ----------------- | ----------------- | ---------- | ------------------------ | ------------------------------------ | ------------------- | ------------------- |
| 2004 | Зомбі на ім'я Шон | Shaun of the Dead | Едгар Райт | Едгар Райт і Саймон Пегг | Найра Парк                           | Полуниця            | Червоний            |
| 2007 | Круті фараони     | Hot Fuzz          | Едгар Райт | Едгар Райт і Саймон Пегг | Найра Парк, Тім Беван і Ерік Феллнер | Класичний           | Синій               |
| 2013 | Кінець світу      | The World's End   | Едгар Райт | Едгар Райт і Саймон Пегг | Найра Парк, Тім Беван і Ерік Феллнер | М'ятний             | Зелений             |

## Сприйняття

### Касові збори
| Фільм             | Дати прем'єр    | Дати прем'єр   | Бюджет       | Касові збори  | Джерело |
| Фільм             | Велика Британія | Україна        | Бюджет       | Касові збори  | Джерело |
| ----------------- | --------------- | -------------- | ------------ | ------------- | ------- |
| Зомбі на ім'я Шон | 9 квітня 2004   | —              | 6 000 000 $  | 30 039 392 $  | [ 10 ]  |
| Круті фараони     | 14 лютого 2007  | 10 травня 2007 | 12 000 000 $ | 80 573 774 $  | [ 11 ]  |
| Кінець світу      | 19 липня 2013   | —              | 20 000 000 $ | 46 089 287 $  | [ 12 ]  |
| Разом             | Разом           | Разом          | 38 000 000 $ | 156 702 453 $ |         |

### Критика
| Фільм             | Rotten Tomatoes     | Metacritic       |
| ----------------- | ------------------- | ---------------- |
| Зомбі на ім'я Шон | 92 % (205 рецензій) | 76 (34 рецензії) |
| Круті фараони     | 91 % (203 рецензії) | 81 (37 рецензій) |
| Кінець світу      | 89 % (228 рецензій) | 81 (45 рецензій) |
| Середнє значення  | 90 %                | 79               |